# ジャック・オー・ランタン

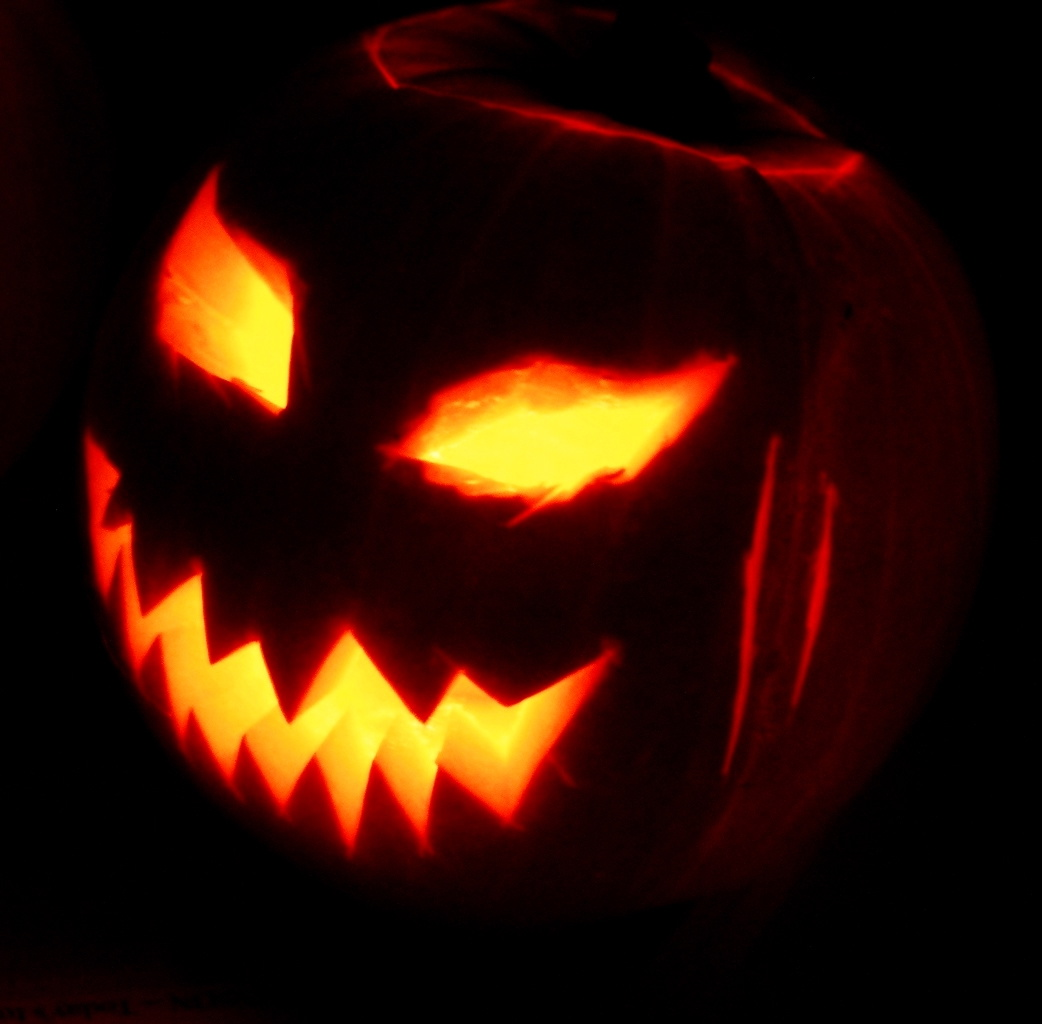
ジャック・オー・ランタン。

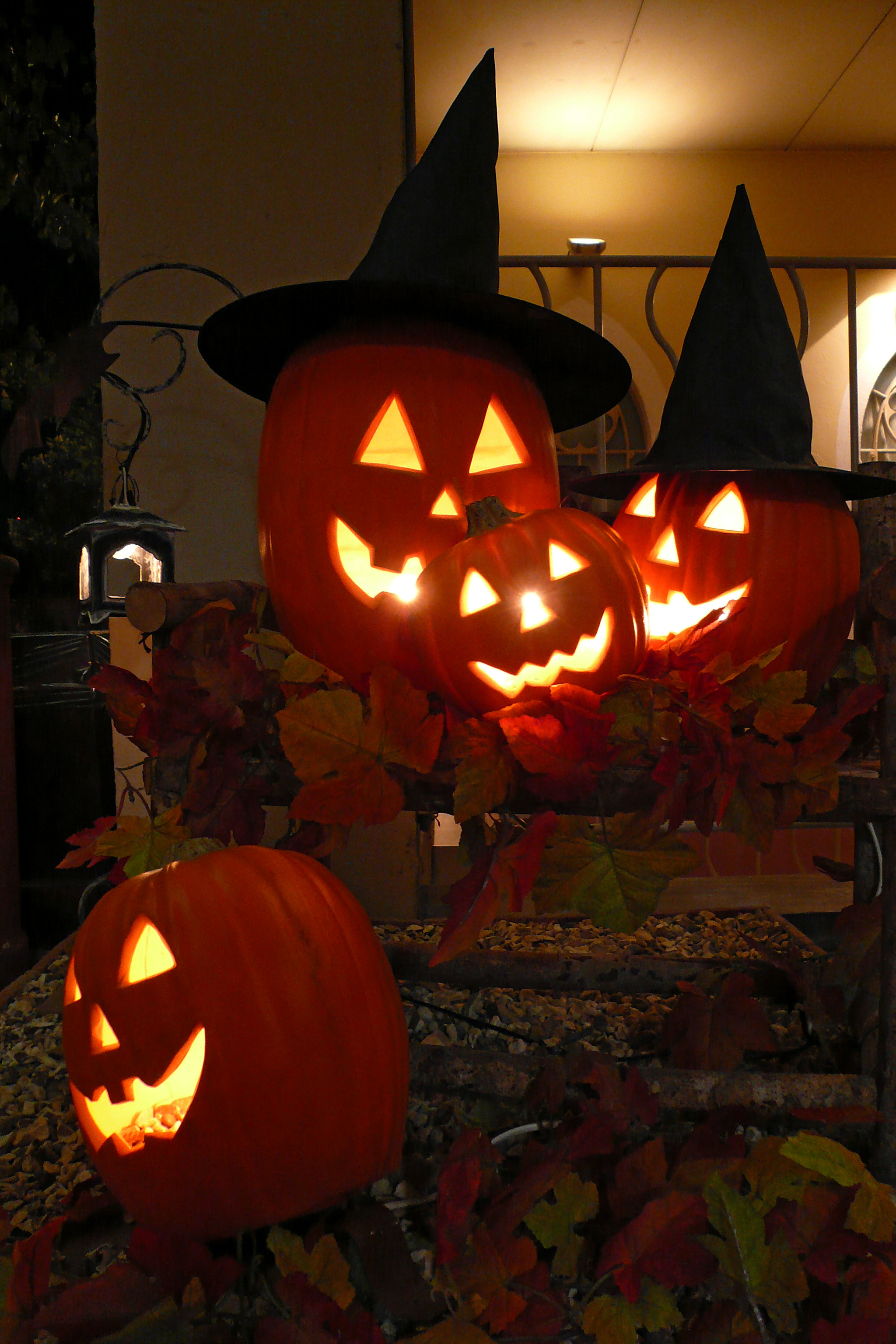
ハロウィンのジャック・オー・ランタン。

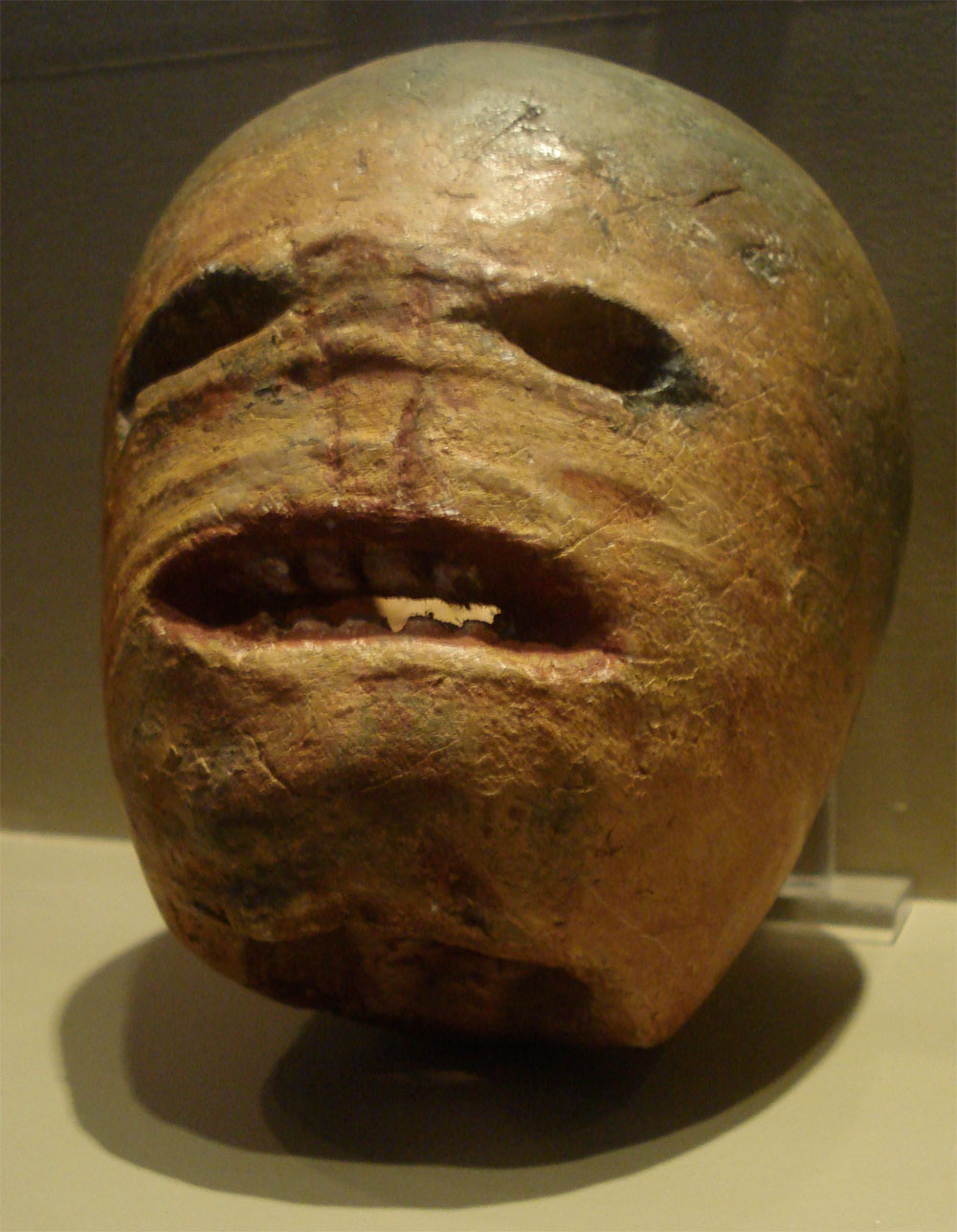
20世紀初頭にカブで作られた伝統的なジャック・オー・ランタンの石膏像。

ジャック・オー・ランタン（英: Jack-o'-Lantern）は、アイルランド、および、スコットランド（いずれもケルト系文化が色濃い）に伝わる鬼火のような存在。
日本語ではジャック・オー・ランタン以外にも「ジャック・オ・ランタン」や「ジャッコランタン」、あるいは"-o'-"に当たる部分を省略した「ジャックランタン」との表記・発音もある。漢語との混ぜ書きでは「提灯ジャック」とも言う。
「ランタン持ちの男」が由来である。火の玉の姿のほか、光る衣装を身にまとうカボチャ頭の男の姿で現れることもある。

## 概要

### 語源
ジャック・オー・ランタンの語源は、17世紀のイギリスで使われていたランタンを持った男や夜警を指す言葉とされる。
当時のイギリス人は、名前を知らない男性をジャックのような通称で呼ぶことが多かったため、ランタンを持った見知らぬ男を"Jack with the lantern"や"Jack of the lantern"などと呼んでいた。

### 伝承の人物
生前に堕落した人生を送ったまま死んだ者の魂が死後の世界への立ち入りを拒否され、悪魔からもらった石炭を火種にし、萎びて転がっていたカブ（ルタバガ）をくりぬき、それを入れたランタンを片手に持って彷徨っている姿だとされている（→ウィル・オー・ザ・ウィスプ）。
また、悪賢い遊び人が悪魔を騙し、死んでも地獄に落ちないという契約を取り付けたが、死後、生前の行いの悪さから天国へ行くことを拒否され、悪魔との契約により地獄に行くこともできず、カブ（ルタバガ）に憑依し安住の地を求めこの世を彷徨い続けている姿だともされている。
旅人を迷わせずに道案内をすることもあるという。
本来は橙色のカボチャではなく、白いカブを使うものであるが、それも本来は故人の白い頭蓋骨を模したものであると考えられる。さらにそれも本来は、本物の故人の白い頭蓋骨を使用していたと考えられる。現在でも中南米には、故人の頭蓋骨内に蝋燭を灯して頭蓋骨が光り輝くことで、頭蓋骨に故人の魂=霊が宿り（光=霊=命）、故人が生き返ったものとして扱い、家族で頭蓋骨を囲んで祝う風習がある。それと同じ意味合いの風習が、ジャック・オー・ランタンの起源だと推測される。祖霊を祭ることで、祖霊が子孫を悪霊から守ってくれることを期待したものと考えられる。キリスト教には天国や地獄に行った魂=霊が家族の元に返ってくるという教義はなく、また、天国にも地獄にも行けない魂=霊では故人にも家族にも不名誉だということで、ジャック・オー・ランタンの本来の起源や趣旨が忘れられたものと推測される。

### 灯具
この話がアメリカに伝わったのち、カブのランタンは、移民したアイルランド人によりアメリカでの生産が多かったカボチャのランタンに変化したが、スコットランドでは現在もカブ（ルタバガ）を使っている。このほか、毎年10月31日のハロウィンの日に作るカボチャのロウソク立てを「ジャック・オー・ランタン」と呼び、善霊を引き寄せ、悪霊たちを遠ざける効果があるといわれている。